# M. Oelsner
Die Musikalienhandlung M. Oelsner in Leipzig ist eines der ältesten deutschen Notenfachgeschäfte; sie wurde 1860 als Antiquariat gegründet.

## Geschichte

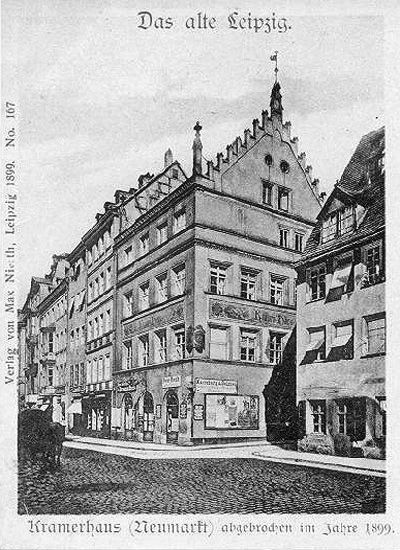
Das Leipziger Kramerhaus. Hier wurde 1860 die Antiquariatsbuchhandlung von Karl Gustav Stangel eröffnet.

Der Buchhändler Karl Gustav Stangel eröffnete am 21. Februar 1860 im Kramerhaus, dem Sitz der Leipziger Kramerinnung, am Neumarkt 31 (Eingang Kupfergasse 1) eine Antiquariatsbuchhandlung. Nach Stangels Tod 1876 verkaufte die Witwe das Geschäft mit Wirkung zum 1. Oktober an Landelin Kaeseberg. Der Buchhändler Maximilian Oelsner (1859–1912) wurde am 1. November 1879 Mitinhaber. Am 1. Juli 1880 übernahm Maximilian Oelsner das Geschäft vollständig, machte daraus eine Sortimentsbuchhandlung und benannte diese 1881 in M. Oelsner um. 1884, mit Eröffnung des Neuen Gewandhauses, gliederte Oelsner seinem Geschäft eine Musikalienabteilung und ein Musikantiquariat an.
Nach Auflösung der Kramerinnung 1887 ging das Haus in städtischen Besitz über und wurde 1899 zugunsten des Städtischen Kaufhauses abgebrochen. Maximilian Oelsner zog schon am 30. September 1880 in das Gebäude Neumarkt 18 (später in Hausnummer 36 umnummeriert) schräg gegenüber auf der anderen Straßenseite. Wegen des Neubaus des Kaufhauses Theodor Althoff musste das Geschäft wiederum verlegt werden, am 30. September 1912 zog man in die Reichsstraße 16. Nach dem Tod Maximilian Oelsners wurde sein Sohn, der Diplom-Kaufmann Curt Oelsner am 5. März 1912 Inhaber. Dieser verlegte am 1. April 1915 den Firmensitz zurück an den Neumarkt 21–27 in das neu erbaute Messehaus Dresdner Hof. Curt Oelsners Witwe, die Malerin Johanna Oelsner, führte ab dem 18. Juni 1937 nach dem Tod ihres Mannes das Geschäft weiter. Am 1. Juli 1969 übergab sie die Firma – die sich während der gesamten DDR in Privateigentum befand – ihrem Enkel, dem Musikwissenschaftler Michael Rosenthal (* 1941). Rosenthal verlegte am 12. April 1976 die Musikalienhandlung in die Schillerstraße 3, am 30. Oktober 1998 bezog man ein größeres Ladenlokal in der Schillerstraße 5.
Viele bekannte Musiker waren oder sind Kunden der Musikalienhandlung, z. B. Max Reger, Arthur Nikisch, Karl Straube, Yehudi Menuhin, Lucia Popp, Edda Moser, Dietrich Fischer-Dieskau, Peter Schreier, Kurt Masur oder Riccardo Chailly. 1975, nach dem Verbot der Klaus Renft Combo, stand übergangsweise sogar Klaus Renft hinter der Ladentheke. M. Oelsner ist eine von nur noch sehr wenigen Musikalienhandlungen in Deutschland, die den Hauptteil ihrer Umsätze mit Noten machen, in Sachsen ist sie die einzige ihrer Art.
Der Inhaber von M. Oelsner, Michael Rosenthal, ist Mitglied des Beirats für das Deutsche Musikarchiv der Deutschen Nationalbibliothek, außerdem gehört er dem Direktorium der Neuen Bachgesellschaft an.

## Sortiment
- Noten aller Art
- Musikliteratur
- Konzert- und Theaterkarten für alle Genres
- Musikantiquariat
- Klassik-CDs
- Kleininstrumente, Saiten, Notenständer